# Mugron
Mugron is een gemeente in het Franse departement Landes (regio Nouvelle-Aquitaine). De plaats maakt deel uit van het arrondissement Dax. Mugron telde op 1 januari 2022 1.336 inwoners.

## Geografie
De oppervlakte van Mugron bedroeg op 1 januari 2022 16,53 vierkante kilometer; de bevolkingsdichtheid was toen 80,8 inwoners per km².

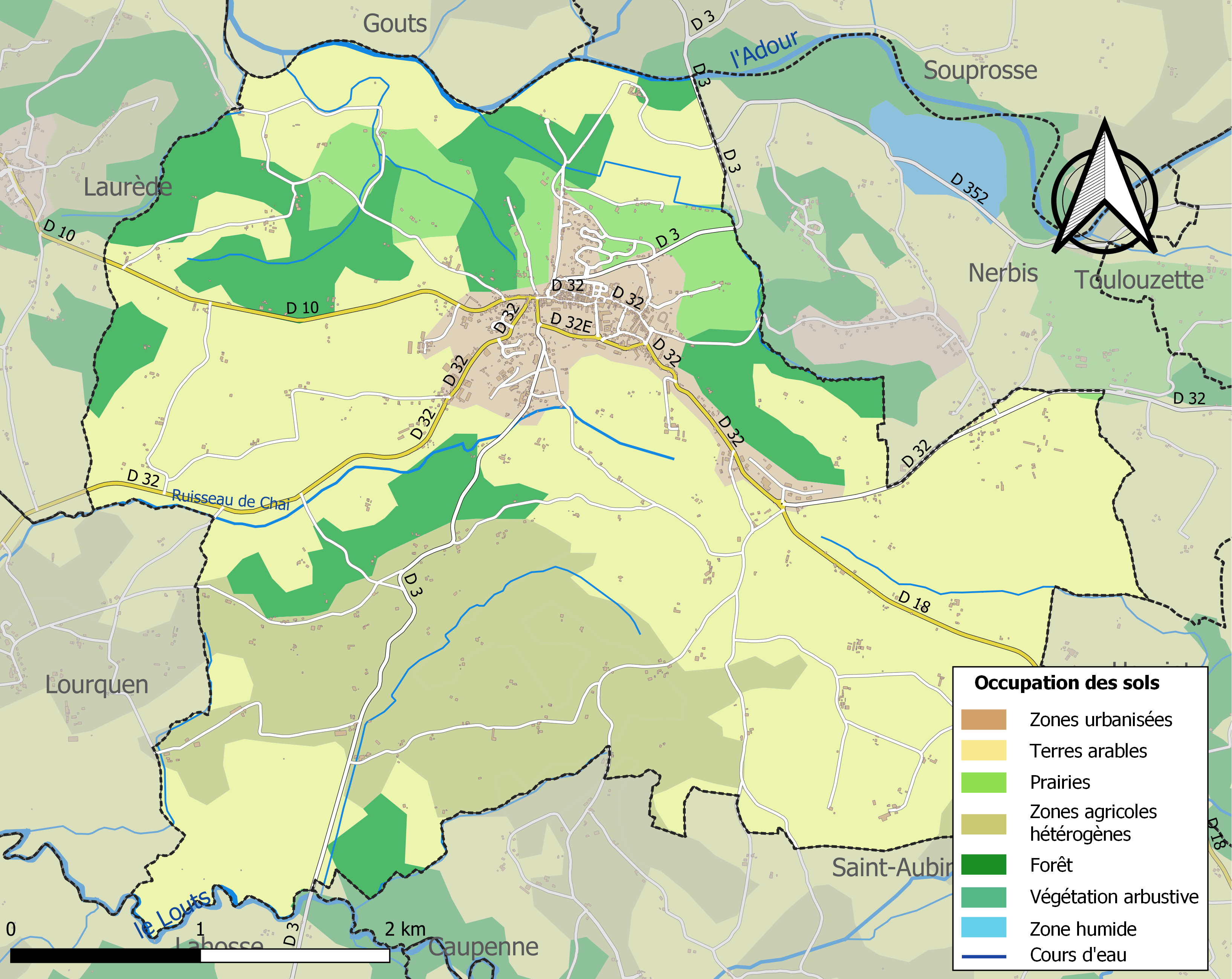
Kaart van de gemeente met de belangrijkste infrastructuur, bodemgebruik en omliggende gemeenten

## Demografie
Onderstaande figuur toont het verloop van het inwonertal (bron: INSEE-tellingen).